# Dicranomyia (Idiopyga) esbeni
Dicranomyia (Idiopyga) esbeni is een tweevleugelige uit de familie steltmuggen (Limoniidae). De soort komt voor in het Palearctisch gebied.